# Follainville-Dennemont
Pour les articles homonymes, voir Dennemont.
Follainville-Dennemont est une commune du département des Yvelines, dans la région Île-de-France, en France.
La commune de Follainville-Dennemont se situe dans le périmètre du parc naturel régional du Vexin français.
Ses habitants sont appelés les Follainvillois.

## Géographie

### Situation
Follainville-Dennemont est une commune rurale située dans le nord-ouest du département des Yvelines et dans le sud du Vexin français, à la limite du Val-d'Oise, à six kilomètres environ au nord de Mantes-la-Jolie, sous-préfecture.
Elle comprend deux villages éloignés de 1,5 km l'un de l'autre, Follainville situé à 100 m d'altitude à mi-pente d'une colline, et Dennemont situé en bordure de Seine. Une grande partie du territoire est couvert de forêts.

### Communes limitrophes
| Saint-Martin-la-Garenne | Vétheuil Saint-Cyr-en-Arthies (Val-d'Oise) |                     |
| Guernes                 | Follainville-Dennemont                     | Fontenay-Saint-Père |
|                         |                                            | Limay               |

### Hydrographie
C'est une commune riveraine de la Seine, située sur la rive droite, face à Mantes-la-Jolie.
Follainville a quelques sources naturelles qui apparaissent aux lavoirs ; ses sources s'appellent « les Grandes Fontaines ». Les lavoirs sont à 120 m d'altitude et leur eau ne rejoint pas la Seine à cause de l'agriculture : elle s'arrête un peu avant Dennemont à 60 m d'altitude environ. Elle coule en bas du vallon des Fontanelles. On peut l'apercevoir au niveau du panneau Follainville en arrivant de Dennemont par la route.

### Climat
Pour des articles plus généraux, voir Climat de l'Île-de-France et Climat des Yvelines.
En 2010, le climat de la commune est de type climat océanique dégradé des plaines du Centre et du Nord, selon une étude du CNRS s'appuyant sur une série de données couvrant la période 1971-2000. En 2020, Météo-France publie une typologie des climats de la France métropolitaine dans laquelle la commune est exposée à un climat océanique et est dans la région climatique Sud-ouest du bassin Parisien, caractérisée par une faible pluviométrie, notamment au printemps (120 à 150 mm) et un hiver froid (3,5 °C).
Pour la période 1971-2000, la température annuelle moyenne est de 10,4 °C, avec une amplitude thermique annuelle de 14,4 °C. Le cumul annuel moyen de précipitations est de 701 mm, avec 10,7 jours de précipitations en janvier et 8,1 jours en juillet. Pour la période 1991-2020, la température moyenne annuelle observée sur la station météorologique la plus proche, située sur la commune de Magnanville à 6 km à vol d'oiseau, est de 11,6 °C et le cumul annuel moyen de précipitations est de 641,5 mm,. Pour l'avenir, les paramètres climatiques de la commune estimés pour 2050 selon différents scénarios d'émission de gaz à effet de serre sont consultables sur un site dédié publié par Météo-France en novembre 2022.

## Urbanisme

### Typologie
Au 1er janvier 2024, Follainville-Dennemont est catégorisée ceinture urbaine, selon la nouvelle grille communale de densité à sept niveaux définie par l'Insee en 2022.
Elle appartient à l'unité urbaine de Paris, une agglomération inter-départementale regroupant 407  communes, dont elle est une commune de la banlieue,,. Par ailleurs la commune fait partie de l'aire d'attraction de Paris, dont elle est une commune de la couronne,. Cette aire regroupe 1 929 communes,.

### Occupation des solssimplifiée
Le territoire de la commune se compose en 2017 de 87,23 % d'espaces agricoles, forestiers et naturels, 4,94 % d'espaces ouverts artificialisés et 7,83 % d'espaces construits artificialisés.

### Utilisation du territoire
Le territoire communal est très largement rural (88,1 %), l'espace urbain construit occupant 72 hectares, soit 7,4 % du territoire total.
L'espace rural se partage principalement entre agriculture (essentiellement de la grande culture céréalière) sur 357 hectares, soit 36,5 % de la superficie totale, et bois et forêt sur 445 hectares (soit 45,6 % du total). Les zones boisées occupent les parties les plus élevées du territoire, principalement dans la zone nord-est de la commune.
La partie urbanisée comprend exclusivement des habitations individuelles. L'habitat se répartit en deux groupes autour des bourgs anciens de Dennemont et Follainville. Le premier se situe en bord de Seine le long de la route départementale D 147, entre 20 et 40 mètres d'altitude, et le second sur le plateau à environ 130 mètres d'altitude.
L'espace consacré aux activités économiques occupe 7,47 hectares (y compris la surface occupée par les compagnons d’Emmaüs), soit seulement 0,8 % du territoire.

## Toponymie
Le nom de la localité est attesté sous la forme ancienne Folævilla en 1249, puis sous les formes Follainville en 1793, Folainville en 1801, Follainville-Dennemont en 1949.
Il s'agit d'une formation toponymique médiévale en -ville (ancien français vile « domaine rural », d'où vilain « paysan »), cet appellatif étant précédé du nom de femme germanique Folla ou Fulla, qui est également le nom d’une déesse de la mythologie germanique.
La commune s'est appelée Follainville depuis sa création jusqu'au 12 mai 1949, date à laquelle on a accolé Dennemont qui désignait, à l'origine, un hameau séparé du bourg (hameau jusqu'en 1792, puis un village jusqu'en 1949).
Dennemont est une formation toponymique médiévale en -mont « élévation, colline », dont le premier élément Denne- représente sans doute l’anthroponyme germanique Dano, Danno que l'on retrouverait dans Denneville (Manche, Danevilla 1159). Il peut aussi s'agir du même toponyme qu’Hennemont à Saint-Germain-en-Laye également dans ce département. Il pourrait résulter d'un transfert, phénomène fréquemment observé en toponymie. La forme Dennemont s'expliquerait alors par l'agglutination du D à partir d'un ancien *d'Hennemont, ce processus étant également fréquent en toponymie (cf. Deauville, anciennement Auville). L'élément Henne- a possiblement la même origine que celui que l'on rencontre dans Hennecourt (Vosges, Hennonis curtis 1109) et qui représente l'anthroponyme germanique Henno ou encore que celui que l'on croit reconnaître dans l'homophone Hennemont (Meuse, Heimonis montis 1148), à savoir Haimo. Il pourrait s'agir encore d'un nom de personne pris absolument : plusieurs personnages des chansons de geste s'appellent Danemont, mais ce sont en général des Sarrasins.

## Histoire
Le territoire est habité depuis l'époque néolithique. En atteste la découverte en 1865 d'une allée couverte lors du labourage d'un champ à Dennemont. Cette sépulture collective, détruite par la suite, a livré divers objets (hache et objets en silex, poteries, etc.).

## Politique et administration

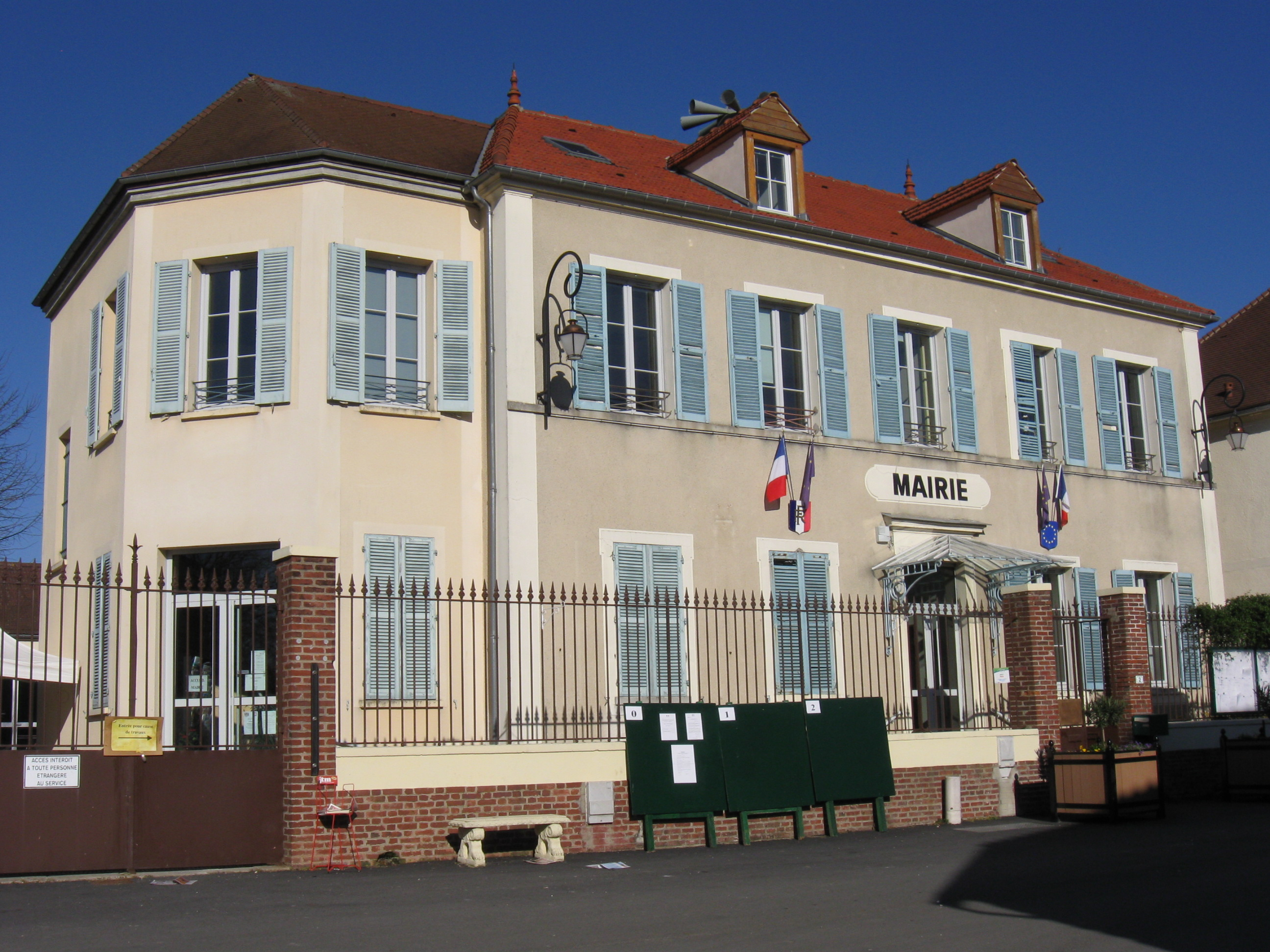
Bâtiment de la mairie.

### Liste des maires
| Période                                  | Période  | Identité                                           | Étiquette | Qualité                     |
| ---------------------------------------- | -------- | -------------------------------------------------- | --------- | --------------------------- |
| Les données manquantes sont à compléter. |          |                                                    |           |                             |
| 1906                                     | 1919     | Édouard Candlot                                    |           | Ingénieur conseil, chimiste |
| 1919                                     | ?        | Abel Breton                                        |           |                             |
|                                          |          |                                                    |           |                             |
| Maire en 1973                            | ?        | Émile Delahaye                                     |           |                             |
| mars 1989                                | mai 2020 | Samuel Boureille Réélu en 1995, 2001, 2008 et 2014 | DVD       | Ingénieur conseil           |
| mai 2020                                 | En cours | Sébastien Lavancier                                | SE-DVD    | Responsable de secteur      |

### Instances administratives et judiciaires
La commune de Follainville-Dennemont appartient au canton de Limay et est rattachée à la communauté urbaine Grand Paris Seine et Oise.
Elle est aussi incluse dans le territoire de l'Opération d'intérêt national Seine-Aval.
Sur le plan électoral, la commune est rattachée à la huitième circonscription des Yvelines, circonscription mi-rurale, mi-urbaine du nord-ouest des Yvelines centrée autour de la ville de Mantes-la-Jolie).
Sur le plan judiciaire, Follainville-Dennemont fait partie de la juridiction d’instance de Mantes-la-Jolie et, comme toutes les communes des Yvelines, dépend du tribunal de grande instance ainsi que de tribunal de commerce sis à Versailles,.

## Population et société

### Démographie

#### Évolution démographique
L'évolution du nombre d'habitants est connue à travers les recensements de la population effectués dans la commune depuis 1793. Pour les communes de moins de 10 000 habitants, une enquête de recensement portant sur toute la population est réalisée tous les cinq ans, les populations de référence des années intermédiaires étant quant à elles estimées par interpolation ou extrapolation. Pour la commune, le premier recensement exhaustif entrant dans le cadre du nouveau dispositif a été réalisé en 2007.

En 2022, la commune comptait 2 178 habitants, en évolution de +6,24 % par rapport à 2016 (Yvelines : +2,72 %, France hors Mayotte : +2,11 %).
| 1793 | 1800 | 1806 | 1821 | 1831 | 1836 | 1841 | 1846 | 1851 |
| ---- | ---- | ---- | ---- | ---- | ---- | ---- | ---- | ---- |
| 767  | 770  | 712  | 751  | 750  | 724  | 714  | 672  | 659  |

| 1856 | 1861 | 1866 | 1872 | 1876 | 1881 | 1886 | 1891 | 1896 |
| ---- | ---- | ---- | ---- | ---- | ---- | ---- | ---- | ---- |
| 599  | 606  | 580  | 608  | 608  | 538  | 535  | 518  | 685  |

| 1901 | 1906 | 1911 | 1921 | 1926 | 1931 | 1936 | 1946 | 1954 |
| ---- | ---- | ---- | ---- | ---- | ---- | ---- | ---- | ---- |
| 780  | 845  | 815  | 650  | 730  | 764  | 680  | 766  | 789  |

| 1962  | 1968  | 1975  | 1982  | 1990  | 1999  | 2006  | 2007  | 2012  |
| ----- | ----- | ----- | ----- | ----- | ----- | ----- | ----- | ----- |
| 1 014 | 1 056 | 1 383 | 1 507 | 1 775 | 1 912 | 1 876 | 1 871 | 1 857 |

| 2017  | 2022  | - | - | - | - | - | - | - |
| ----- | ----- | - | - | - | - | - | - | - |
| 2 139 | 2 178 | - | - | - | - | - | - | - |

#### Pyramide des âges
En 2018, le taux de personnes d'un âge inférieur à 30 ans s'élève à 38 %, ce qui est égal à la moyenne départementale (38 %). À l'inverse, le taux de personnes d'âge supérieur à 60 ans est de 21,8 % la même année, alors qu'il est de 21,7 % au niveau départemental.
En 2018, la commune comptait 1 075 hommes pour 1 056 femmes, soit un taux de 50,45 % d'hommes, légèrement supérieur au taux départemental (48,68 %).
Les pyramides des âges de la commune et du département s'établissent comme suit.
| Hommes | Classe d’âge | Femmes |
| ------ | ------------ | ------ |
| 0,2    | 90 ou +      | 0,5    |
| 5,4    | 75-89 ans    | 8,5    |
| 13,7   | 60-74 ans    | 15,3   |
| 21,5   | 45-59 ans    | 20,7   |
| 19,8   | 30-44 ans    | 18,5   |
| 19,1   | 15-29 ans    | 17,7   |
| 20,4   | 0-14 ans     | 18,8   |

| Hommes | Classe d’âge | Femmes |
| ------ | ------------ | ------ |
| 0,6    | 90 ou +      | 1,4    |
| 6      | 75-89 ans    | 7,8    |
| 13,5   | 60-74 ans    | 14,8   |
| 20,7   | 45-59 ans    | 20,1   |
| 19,6   | 30-44 ans    | 19,9   |
| 18,5   | 15-29 ans    | 16,8   |
| 21,2   | 0-14 ans     | 19,2   |

## Économie
- La commune héberge une communauté d'Emmaüs.
- La commune comptait, au recensement agricole de 2000, cinq exploitations agricoles, exploitant une surface de 154 hectares de SAU (surface agricole utile). Cette SAU, inférieure à la superficie agricole de la commune, est la surface cultivée par les exploitations ayant leur siège dans la commune, elle a diminué de 23 % entre 1988 et 2000, passant de 199 à 154 hectares.

Il n'existe aucun élevage dans la commune.
La main-d'œuvre employée équivalait à 5 UTA(unité de travail annuel).

## Culture locale et patrimoine

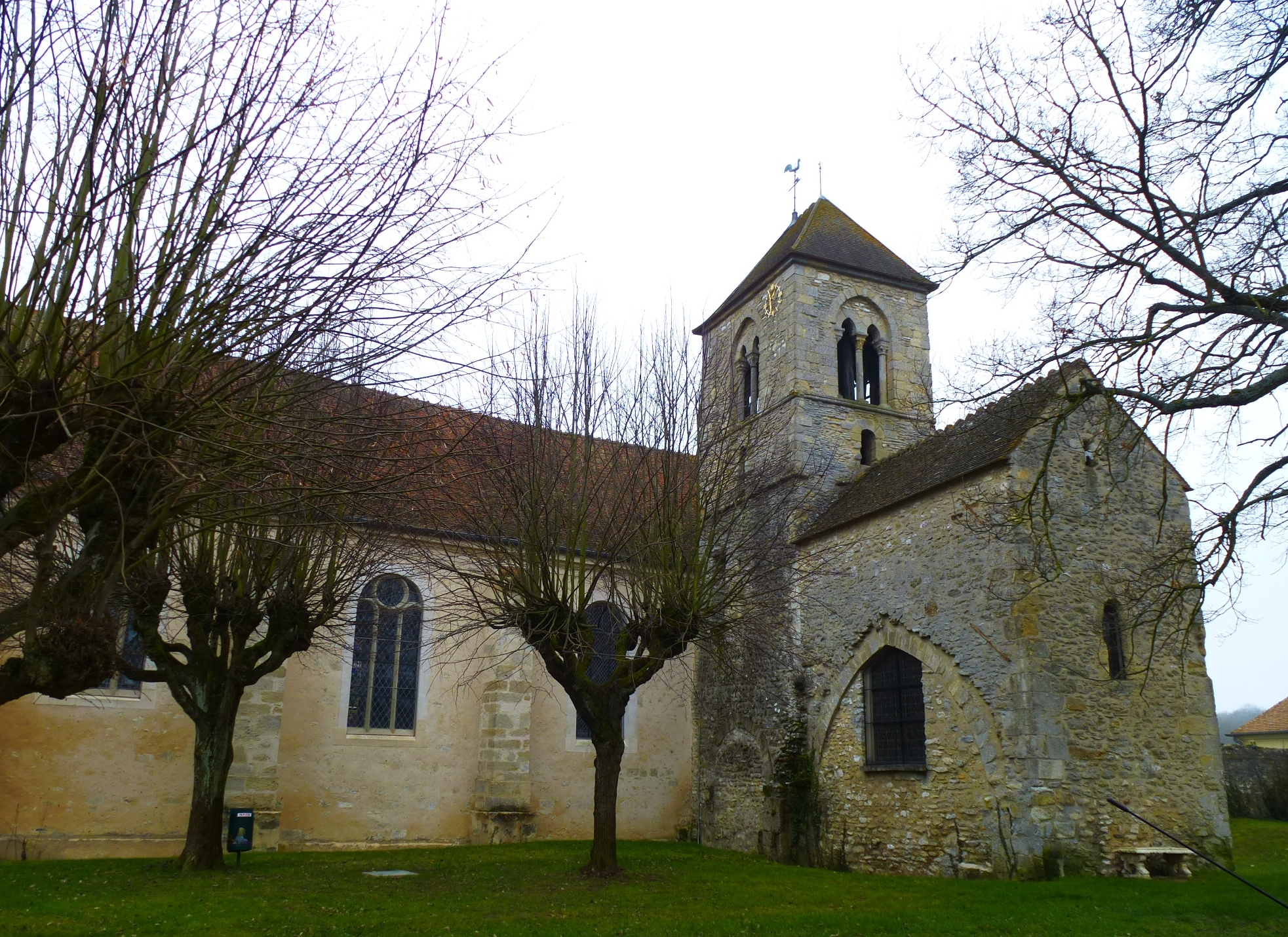
L'église Saint-Martin.

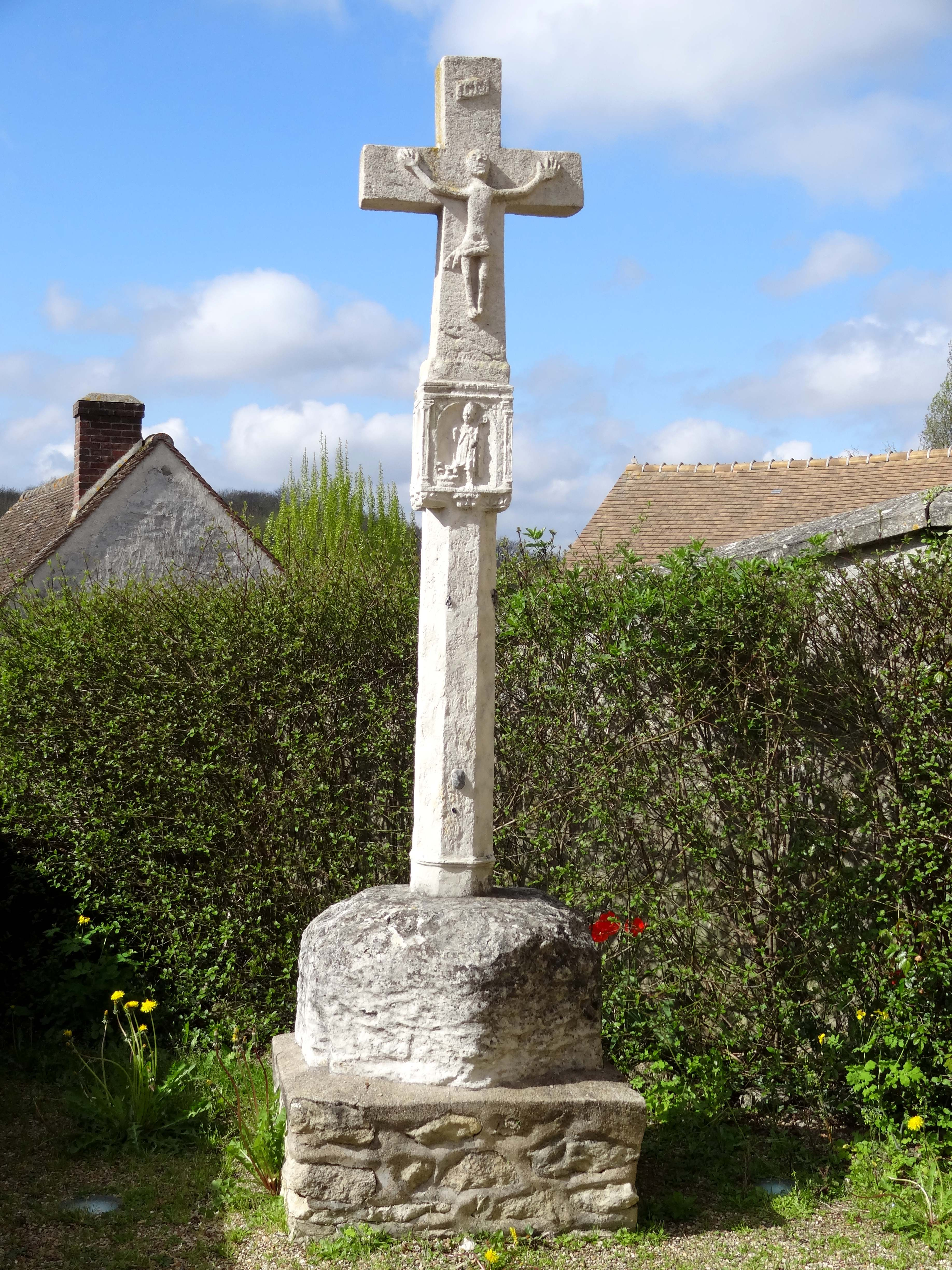
Le calvaire de l'église Saint-Martin.

### Lieux et monuments

#### Monuments historiques
- Église Saint-Martin de Follainville, rue Wilson, clocher et travée attenante inscrits monuments historiques par arrêté du 10 décembre 1927[35].

Elle se compose, pour l'essentiel, d'un vaste vaisseau unique, aux murs lisses, recouvert d'un plafond plat. On peut néanmoins distinguer entre la nef, dont les élévations extérieures sont assez disparates, et le chœur, d'un style Renaissance sobre préfigurant le style classique. L'église a été consacrée et dédiée à saint Martin de Tours le 24 juin 1561, probablement à l'occasion de l'achèvement du chœur. La nef a été retouchée au XVIIIe siècle, et une tentative d'améliorer l'esthétique du sanctuaire a été entreprise à la même époque. Les travaux s'arrêtèrent après la pose de trois colonnes toscanes. Au nord de cette nef, subsistent encore des éléments de l'église romane primitive. Il s'agit notamment d'un petit clocher de la fin du XIe siècle, dont la base est voûtée d'arêtes, et dont l'étage de beffroi a été refait dans le style gothique un siècle plus tard, ainsi que d'une travée voûté en berceau du milieu ou du troisième quart du XIIe siècle. Des arcades bouchées et des vestiges de moindre envergure permettent d'établir que l'église médiévale était de plan basilical, et que le clocher s'élevait au-dessus de la dernière travée du bas-côté nord.
- Ancienne croix de cimetière du XVIe siècle devant le portail de l'église, rue Wilson, inscrite monument historique par arrêté du 10 décembre 1927[37].

Le calvaire composé d’une colonne octogonale avec chapiteau, ornée de quatre figures de saints : saint Jacques, saint Martin, saint Nicolas et un saint évêque. Le Christ placé sur le fût est moins ancien ; très naïf, il est certainement l’œuvre d’un artisan local. À remarquer, noyés dans la pierre du calvaire, des rognons de silex d’un curieux effet.

#### Autres éléments du patrimoine
- Le plus ancien monument connu de la commune est l'allée couverte de Dennemont, découverte en 1865. Elle a été détruite après avoir été fouillée. Elle était située au lieu-dit le Val des Cimetières et appartenait à la civilisation dite Seine-Oise-Marne. cf Bibl.
- Chapelle Sainte-Élisabeth à Dennemont.
- Vestiges du château de Dennemont, 156 rue Jean-Jaurès, qui fut détruit en 1908 et remplacé par l'ancienne demeure du philosophe Condorcet (plaque commémorative sur place) qui à son tour fut rasée pour faire place à une maison de repos.
- Tour dite Duval, au-dessus du village, ancien moulin à vent surmonté d’une croix pattée.

### Personnalités liées à la commune
- Antoine, 4e baron de Jerphanion (1905-1993) et son épouse (1908-1995), née France d’Aboville, ont possédé une maison sur la commune de 1971 à 1995. Ils sont tous deux inhumés dans le cimetière communal.
- Condorcet (1743-1794), mathématicien et philosophe français, fut seigneur de Dennemont[38].
- Michel Lorenzi (1931-2018), maître d'art en moulage et statuaire inhumé au cimetière communal.